# Сан-Белліно
Сан-Белліно (італ. San Bellino) — муніципалітет в Італії, у регіоні Венето,  провінція Ровіго.
Сан-Белліно розташований на відстані близько 360 км на північ від Рима, 75 км на південний захід від Венеції, 17 км на захід від Ровіго.
Населення — 1153 особи (2014).
Щорічний фестиваль відбувається 26 листопада. Покровитель — San Bellino.

## Демографія
Населення за роками:

Станом на 1 січня 2023 року в муніципалітеті офіційно проживало 59 іноземців з 16 країн, серед них 27 громадян країн Євросоюзу та 6 громадян України.

## Сусідні муніципалітети
- Кастельгульєльмо
- Фратта-Полезіне
- Лендінара
- Пінкара